# Lange Meile (Römerstraße)
Die Lange Meile oder auch Homburger Langmeil ist eine historische, schon in römischer Zeit benutzte  Altstraße, die von Frankfurt-Preungesheim über die Niddabrücke bei Frankfurt-Bonames zur Saalburg  führte. Diese recht gradlinige Verbindung verlief NNW-wärts zum Taunus. Es handelt sich wahrscheinlich um eine lokale Verbindung (via vicinalis), die eine vom Mainübergang am Domhügel nordwärts ziehende Straße mit der Saalburg verband und die Römerstadt Nida-Heddernheim nördlich passierte. Westlich von Bad Homburg mündete sie in die Saalburgstraße, die ebenfalls zum Kastell führte.
Der Gesamtverlauf der Straße ist im Geländebild fast völlig verschwunden. Teilweise ist sie noch im Luftbild erkennbar, andere Teilstücke werden heute noch als Straßen oder Wege genutzt:
- Der Beginn bis zur alten Nidda-Brücke ist nahezu deckungsgleich mit der Homburger Landstraße, die heute um den Bahnhof-Bonames herumgeführt ist. Allerdings lag die römische Brücke östlich der mittelalterlichen Niddabrücke, die im Zuge der letzten Nidda-Regulierung trockengelegt wurde. 50° 10′ 13,2″ N, 8° 40′ 31,2″ O
- An der Kreuzung mit der Elisabethenstraße wurde in römischer Zeit eine Rast- und Wechselstation, eine mansio,[3] vermutet, im Mittelalter befand sich in der Nähe die Burg Bonames.[4] In Frankfurt-Bonames ist die Lange Meile noch durch die Richtung und die Straßennamen Kirchhofsweg und Homburger Hohl im heutigen Straßenbild zu erkennen. 50° 11′ 2,2″ N, 8° 39′ 51,9″ O
- Über die heutige Berner Straße und parallel zur Bundesautobahn 661 erreichte sie die Ober-Eschbacher Gemarkungsgrenze; noch heute ist sie als Feldweg Lange Meile in heutigen Karten verzeichnet, sie verläuft entlang der südwestlichen Nieder-Eschbacher Gemarkungsgrenze nach Kalbach,[5] was sich oft bei Römerstraßen beobachten lässt. 50° 12′ 49,2″ N, 8° 37′ 53,2″ O
- Am Ortseingang Bad Homburg trifft sie dann auf den Europakreisel am Hohlebrunnen – auch hier ist sie noch als Straßenname erhalten. 50° 13′ 17,2″ N, 8° 37′ 42,9″ O
- Aufgrund der heutigen Bebauung sind im Bad Homburger Stadtgebiet wenige Spuren erhalten, in der Gemarkung Ober-Eschbach wird in unmittelbarer Nähe eine römische Relaisstation als Gasthaus und Pferdewechsel-Station vermutet[6] – in Gonzenheim waren schon Georg Wolff 1913 mehrere römische Gebäude und Landgüter bekannt (Villa rustica im Flur „Am Steingritz“) – in Kirdorf zieht sie durch den alten Ortskern. 50° 14′ 28″ N, 8° 36′ 38,4″ O
- Über die Usinger Straße traf sie vermutlich nördlich der Carlsbrücke auf die Saalburg Chaussee, die heutige B 456, wo sie endete.[1] 50° 15′ 26,9″ N, 8° 35′ 14,7″ O

- Die Lange Meile in Frankfurt-Kalbach  50° 11′ 25,2″ N, 8° 38′ 21,7″ O war ein mittelalterlicher Seitenzweig der Homburger Langen Meile, der die Hauptstrecke in Höhe der Flur „Am Hirschsprung“ erreichte 50° 12′ 33,6″ N, 8° 37′ 53,7″ O.